# 후쿠가와정
후쿠가와정(福川町)은 야마구치현 쓰노군에 있던 정이다. 

## 역사
- 1889년 4월 1일 - 정촌제 시행에 의해 근세이후의 후쿠가와촌이 단독으로 자치체를 형성하였다.
- 1912년 1월 1일 - 정으로 승격해 후쿠가와정이 되었다.
- 1944년 4월 1일 - 구 도쿠야마시, 돈다정, 구시가하마정,유노촌, 오쓰시마촌, 야지촌, 헤타촌과 합병해, 새로운 도쿠야마시가 성립, 동일 후쿠가와정은 폐지되었다.
- 1944년 9월 1일 - 도쿠야마시의 일부가 분립해  후쿠가와정 (제2차)이 성립하였다.
- 1953년 10월 1일 - 돈다정과 합병해 난요정이 성립, 동일 후쿠가와정(제2차)은 폐지되었다.

## 교통

### 철도
- 철도성
  - 산요본선

### 도로
- 국도 제2호선

## 참고문헌
- 角川日本地名大辞典 35 山口県